# O szóstej wieczorem po wojnie
O szóstej wieczorem po wojnie (ros. В 6 часов вечера после войны) – radziecki film z 1944 roku w reżyserii Iwana Pyrjewa.

## Obsada
- Marina Ładynina
- Jewgienij Samojłow
- Jewgienij Morgunow
- Ludmiła Siemionowa